# Alpha et Oméga (nouvelles)
Pour l’article homonyme, voir Alpha et oméga (homonymie).
Alpha et Oméga est un recueil, composé en 1977, de nouvelles de science-fiction écrites par A. E. van Vogt et James H. Schmitz. 
Dans la religion chrétienne, l'expression « de l'alpha à l'oméga » représente la notion de début (alpha) et de fin (oméga).

## Contenu
- Alpha et oméga (Research Alpha, 1965, en collaboration avec James Henry Schmitz) ;
- Liberté programmée (All the Loving Androids, 1971) ;
- La Balançoire (The Seesaw, 1941) ;
- Le Char de Juggernaut (Juggernaut, 1944).